# Jaktförordning
Jaktförordningen (1987:905) är en förordning som, i anslutning till Jaktlagen, reglerar utövandet av jakt i Sverige.
Förordningen reglerar jakttider, utsättning av vilt, skyddsjakt samt användningen av jaktmetoder, utrustning och hundar vid jakt. I förordningen regleras även vilka skyldigheter som skall iakttagas i samband med en trafikolycka.